# Giuseppe La Farina

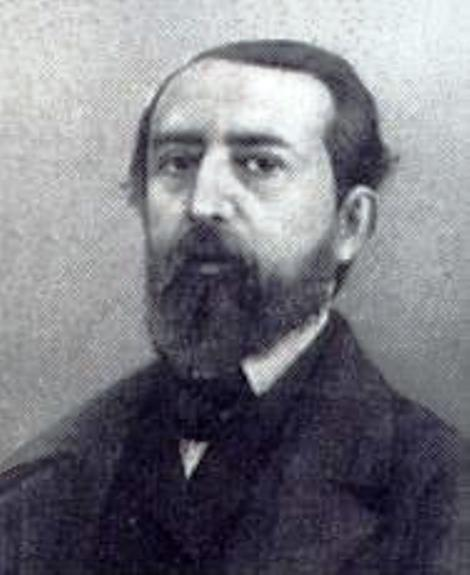
Giuseppe La Farina

Giuseppe La Farina (* 20. Juli 1815 in Messina; † 5. September 1863 in Turin) war ein italienischer Jurist, Journalist, Schriftsteller und Politiker.

## Leben
Nach seinem Jurastudium arbeitete La Farina als Zeitungsredakteur. 1837 beteiligte er sich an einem Aufstand gegen die Bourbonen in Süditalien. In den Jahren danach musste er wegen seiner liberalen Ansichten mehrmals nach Florenz und Rom flüchten. Während dieser Aufenthalte schrieb er mehrere historische Werke über Italien. Als im Januar 1848 auf Sizilien eine Revolution ausbrach, kehrte er in seine Heimat zurück, um sie zu unterstützen. Er wurde Abgeordneter des Revolutionsparlaments, Abgesandter des Königreichs beider Siziliens bei Karl Albert von Savoyen während des ersten italienischen Unabhängigkeitskriegs und schließlich, bis zur Niederschlagung der Revolution im Jahr 1849, Minister. Unmittelbar danach musste La Farina nach Frankreich emigrieren. Nach und nach gab er seine republikanischen Überzeugungen auf und ließ sich als Journalist in Turin nieder. Dort unterstützte er die moderatere Italienpolitik Cavours. Während Giuseppe Garibaldis Zug der Tausend versuchte er im Auftrag Cavours, Sizilien zum Anschluss an das Königreich Sardinien-Piemont zu bewegen.
Nach der Einigung Italiens wurde La Farina Mitglied des Staatsrats und des Parlaments.
Er starb 1863 in der damaligen italienischen Hauptstadt Turin.
| Personendaten    | Personendaten                                                                                  |
| ---------------- | ---------------------------------------------------------------------------------------------- |
| NAME             | La Farina, Giuseppe                                                                            |
| KURZBESCHREIBUNG | italienischer Schriftsteller, Freiheitskämpfer und Politiker, Mitglied der Camera dei deputati |
| GEBURTSDATUM     | 20. Juli 1815                                                                                  |
| GEBURTSORT       | Messina                                                                                        |
| STERBEDATUM      | 5. September 1863                                                                              |
| STERBEORT        | Turin                                                                                          |